# Ralf Lisch
Ralf Lisch (* 9. August 1951 in Bremen) ist ein deutscher Soziologe, Manager und Autor.

## Werdegang
Nach dem Abitur 1970 in Bremen studierte Lisch Soziologie an der Universität Bielefeld und der University of Michigan in Ann Arbor, USA, mit den Schwerpunkten Organisations- und Personalwesen sowie empirische Sozialforschung und Statistik. 1975 machte er sein Diplom an der Universität Bielefeld mit einer empirischen Arbeit über totale Institutionen (Goffman), 1977 wurde er an der Universität Bremen mit einer Arbeit zur sozialwissenschaftlichen Inhaltsanalyse zum Dr. phil. promoviert.
Von 1975 bis 1982 war Lisch wissenschaftlicher Mitarbeiter an den Universitäten Bielefeld, Kassel und Bremen und zudem an mehreren Universitäten Lehrbeauftragter.
Lisch wurde 1982 bei der Stiftung Warentest, Berlin, zum Leiter der Abteilung Dienstleistungen berufen, die vergleichende empirische Untersuchungen im Dienstleistungsbereich durchführte. Die Untersuchungen umfassten eine Vielzahl personen- wie auch sachbezogener Dienstleistungen, insbesondere in den Bereichen Banken und Versicherungen, Kundendienst, Gesundheit, Reise und Freizeit. Große öffentliche Aufmerksamkeit fanden die Ergebnisse von Untersuchungen zu Themen wie Kinderpatenschaften, Sicherheit auf Fähren im Mittelmeer und in Nord- und Ostsee, Paniksicherheit in Fußballstadien, Die Ergebnisse einer vergleichenden Untersuchung zu Glücksspielangeboten in Deutschland verarbeitete Lisch in der ersten von der Stiftung Warentest herausgegebenen Buchpublikation.
In der Zeit von 1990 bis 2008 war Lisch in verschiedenen Positionen der Container-Reederei Hapag-Lloyd tätig. Nach mehreren Jahren in Hamburg unter anderem als Marketingdirektor Europa ging er 1996 nach Asien, wo er in Singapore, Kuala Lumpur und Hongkong für Hapag-Lloyd als Managing Director tätig war.
Lisch befasste sich bei der Stiftung Warentest insbesondere mit der Weiterentwicklung der Methodologie und Methodik vergleichender Dienstleistungsuntersuchungen. Seine Erfahrungen in der Forschung und im Management hat er in zahlreichen Büchern und Aufsätzen verarbeitet. Hierzu gehören einerseits Werke zur empirischen Sozialforschung und Statistik, andererseits Analysen von Machiavellis Il Principe (Der Fürst) ebenso wie Odo Marquards Begriff der Inkompetenzkompensationskompetenz in Bezug auf das Verhalten von Managern.
Seit 2008 lebt Lisch als unabhängiger Consultant und Autor in Singapur.

## Publikationen (Auswahl)
- Inkompetenzkompensationskompetenz – Wie Manager wirklich ticken. Geschichten. Solibro Verlag, Münster 2016, ISBN 978-3-96079-013-6.

- Measuring Service Performance – Practical Research for Better Quality. Gower Publishing/Routledge,  Farnham 2014, ISBN 978-1-47241-191-4.

- Ancient Wisdom for Modern Management – Machiavelli at 500. Gower Publishing/Routledge, Farnham 2012, ISBN 978-1-40945-464-9.

- Methoden-Lexikon für Mediziner, Psychologen, Soziologen. Psychologie Verlags Union, München 1988, ISBN 3-621-27056-6 (gemeinsam mit Jürgen Kriz).

- Spielend gewinnen? Chancen im Vergleich. Stiftung Warentest, Berlin 1983. 2. aktualisierte Auflage 1984, ISBN 3-924286-01-9.

- Grundlagen und Modelle der Inhaltsanalyse. Bestandsaufnahme und Kritik. Rowohlt Taschenbuch Verlag, Reinbek bei Hamburg 1978, ISBN 3-499-21117-3 (gemeinsam mit Jürgen Kriz).

- Totale Institution Schiff. Duncker & Humblot, Soziologische Schriften, Band 20. Berlin 1976, ISBN 3-428-03664-6.